# Oleander (Band)
Oleander ist eine Post-Grunge-Band aus Sacramento, Kalifornien. Der Bandname ist von der giftigen Wildblume Oleander abgeleitet, die stark an den Highways im Norden von Kalifornien wächst.

## Geschichte
Die Band wurde Mitte der 1990er Jahre von Fred Nelson Jr. (Schlagzeug), Doug Eldridge (Bass), Ric Ivanisevich (Gitarre) und Thomas Flowers (Gesang, Gitarre) gegründet.
Ihr Erstlingswerk war die EP Oleander, die 1996 bei Fine Records erschien. Darauf folgte 1997 das erste Album mit dem Titel Shrinking the Blob. Das Lied Down When I’m Loaded wurde ein regionaler Hit und Oleander bekamen einen Vertrag bei Universal Records.
Während dieser Zeit wurde Tour-Schlagzeuger Jonathan Mover in die Studios gerufen, um February Son für eine Aufnahme ebenso zu spielen wie beim Eröffnungskonzert der Tour. Nelson schloss sich später der Tour an, verließ jedoch nachträglich die Band und wurde durch Scott Devours ersetzt.
Das Album February Son war 1999 ihr Major-Label-Debüt; es beinhaltet die Hit-Singles Why I’m Here und I Walk Alone.
2001 folgte das dritte Album Unwind, mit den Hits Are You There? und Halo. Das Lied Champion wurde den Opfern der Feuerwehr gewidmet, die beim Terroranschlag am 11. September 2001 in New York City ums Leben kamen.
Nach der EP Runaway Train wechselte die Band von Universal Records zu Sanctuary Records, wo 2003 ihr viertes Album Joyride erschien.
Im November 2003 gab Schlagzeuger Devours bekannt, dass er die Band verlässt, um zu Ima Robot zu wechseln. Die Trennung lief freundschaftlich ab.
Zurzeit befindet sich Oleander in einer inoffiziellen Unterbrechung. Es gibt keine Stellungnahme von Seiten der Band. Indessen war Sänger Thomas Flowers bei der Band Black Summer Crush, bis ihn 2008 Jay Buchanan ablöste.

## Diskografie

### Alben
- 1997: Shrinking the Blob
- 1999: February Son
- 2001: Unwind
- 2003: Joyride
- 2013: Something Beautiful

### EPs
- 1996: Oleander
- 2002: Runaway Train

### Singles
- 1997: Down When I’m Loaded
- 1999: Why I’m Here
- 1999: I Walk Alone
- 2001: Are You There?
- 2003: Hands off the Wheel
- 2012: Fight
- 2013: Something Beautiful

### Soundtracks und Kompilationen
- 2000: Bravo-Hits 28 (Lied: I Walk Alone)
- 2000: Crossing all over 12 (Lied: Boys Don't Cry)
- 2000: Fetenhits: Party-Rock-Classics (Lied: Boys Don't Cry)
- 2000: Scary Movie (Lied: My Bad)
- 2000: TT 33 (Lied: February Son)
- 2001: American Pie 2 (Lied: Halo)
- 2002: Bang, Bang, Du bist tot (Lied: Runaway Train)
- 2003: Hard N’ Heavy Vol. 56 (Lied: Hands off the Wheel)
- 2012: WWE ’13 (Lied: Fight)